# 小行星6130
小行星6130（英語：6130 Hutton）是一颗围绕太阳公转的小行星。1989年9月24日，罗伯特·H·麦克诺特在赛丁泉山发现了此天体。
这颗小行星的绝对星等为189.74627等。